# Место первой нефтяной скважины, положившей начало нефтяной промышленности Грозного
Обелиск «Место первой нефтяной скважины, положившей начало нефтяной промышленности города Грозного» поставлен в память о начале промышленной добычи нефти в Грозненском нефтяном районе.

## История памятника
Первая скважина № 1/1 компании «И. А. Ахвердов и К°» была пробурена 28 июня 1893 года.
Скважина, пробурённая на Старых промыслах под начальством бакинского горного инженера Л. И. Баскакова мастером Н. П. Муравьёвым, 6 октября 1893 положила начало Грозненской нефтяной промышленности. В Грозном в канун 75-летнего юбилея этой скважины 17 ноября 1968 года над скважиной № 1/1 на 17 участке Старых промыслов был сооружён памятный обелиск. В первоначальном виде памятник представлял собой нефтяную вышку серебристого цвета высотой 21 м с буровым оборудованием. Современный памятник выполнен в форме стелы: это трёхгранный обелиск из стали, дополняет композицию нефтяной колодец. Недалеко от обелиска на фундаменте стоит ещё один элемент памятника: станок-качалка, на котором установлена платформа со стойкой и станцией управления.
Рядом с обелиском был установлен бетонный блок, на котором выгравирована надпись:
Товарищ! 90 служащих И. А. Ахвердова, бессменно работая в течение суток, отстаивали напор громадного озера нефти. В течение 5–6 суток фонтан продолжал выбрасывать до 400 000 – 500 000 пуд., потом по 100 000 пуд. лёгкой нефти без малейшей примеси воды – удельным весом 0,873–0,875

## Описание обелиска
Трёхгранный обелиск из стали находится в Старопромысловском районе Грозного. Расположен в балке около 9-го городка справа от дороги со Старого посёлка на 15-й участок. Над устьем первой скважины установлен памятник из листовой стали на каркасе из труб. Нижняя часть обелиска в форме треугольника с основанием в 1,5 м и катетами в 3,8 м. Высота обелиска 11 м. Поверхность его окрашена в серебристый цвет. На лицевой стороне обелиска закреплён чёрный деревянный макет бурильного долота, которым бурилась скважина, со штангой. Ниже расположена доска с текстом: «Здесь 6/19 октября 1893 года получен первый фонтан нефти из пробурённой скважины № 1-1».
В годы первой и второй чеченских войн обелиск сильно пострадал. После нормализации ситуации в Чечне его отреставрировали. Признан объектом культурного наследия регионального значения.